# Señales de tráfico
Las señales de tráfico o de tránsito son los signos usados en la vía pública para impartir la información necesaria a los usuarios que transitan por un camino o carretera, en especial los conductores de vehículos y los peatones.

## Historia

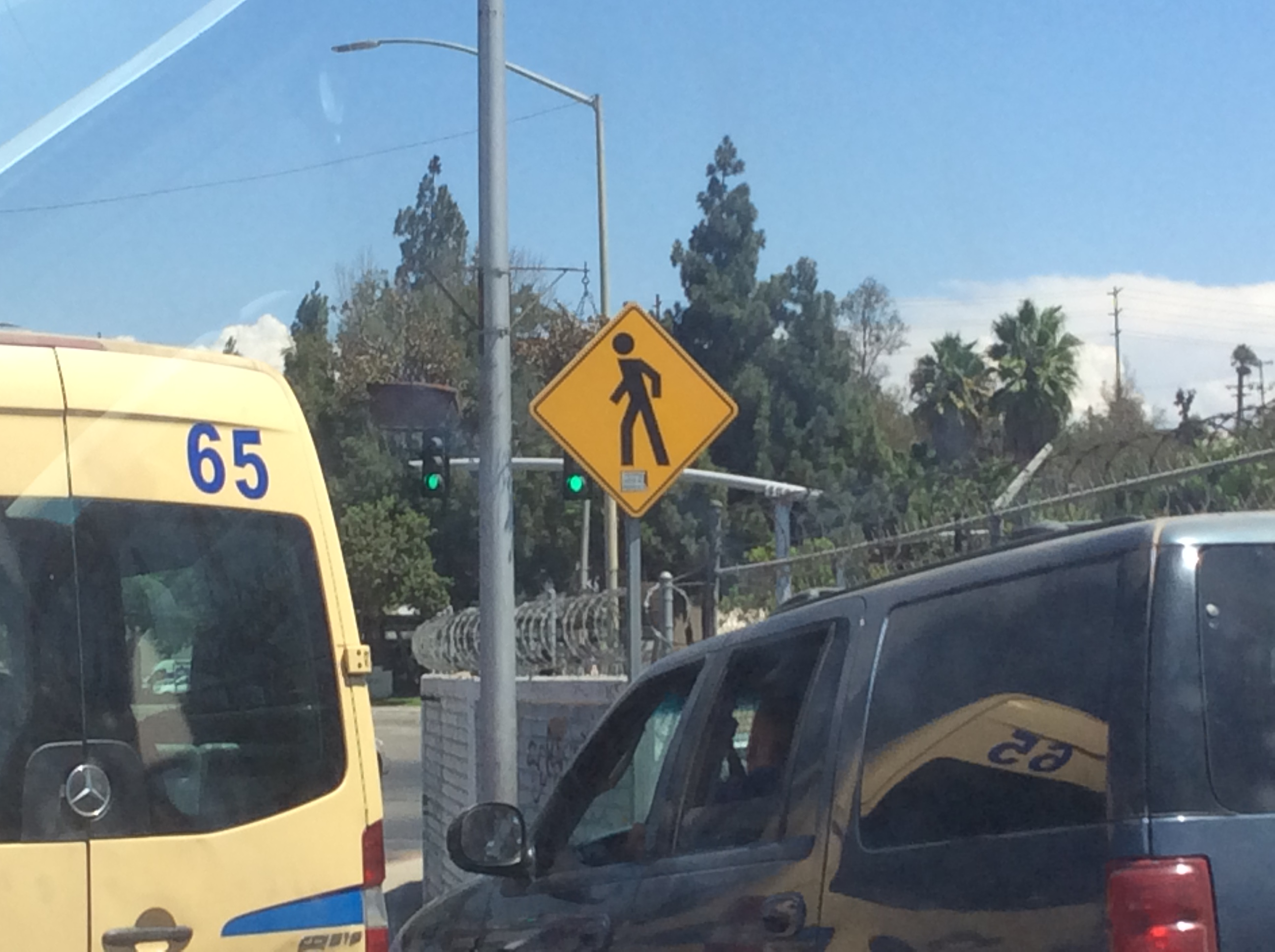
Señal de Peatones en México.

Las señales de tráfico tienen su origen en la antigua Roma ellos fueron los pioneros en desarrollar un sistema de señales que orientaban a los viajeros. Estas señales se llamaban millarios, consistían en unas columnas de piedra en el que se recogían datos como: los destinos, las distancias, el nombre de la vía y en muchos casos el financiador de tal calzada. En 1868 John Peake Knight creó el semáforo. En el año 1900, cuando en Estados Unidos se comenzaron a formar clubs de automóviles. Estos grupos crearon las primeras señales a modo de marcaje de sus secciones locales de carretera para señalar y dirigir a los conductores a dichos clubs. Esto causó una amplia variedad de diseños y mensajes, los cuales se podían encontrar a lo largo de las carreteras, lo que provocó confusión entre los conductores. No había uniformidad en las señales de tráfico. En 1909 en París se creó la primera convención internacional con automóviles, en las que se establecieron las primeras señales de tráfico comunes en Europa.  

### Años 1920
En 1924 se produjo una uniformidad en las señales por la Oficina de Caminos Públicos. Utilizaron el color y la forma para guiar a los conductores, pues la mayoría de la población era analfabeta. Como colores, se destacó el uso del amarillo brillante y el blanco como colores de fondo, y el negro para las letras. El amarillo brillante se eligió para las señales de advertencia, y el blanco para el resto de señales. La elección de dichos colores tenía como objetivo proporcionar contraste entre los colores claros y las letras negras, para que los conductores pudieran observar los signos por la noche. Posteriormente, se utilizaron elementos de vidrio para crear un efecto retrorreflectante en la oscuridad.

### Años 1930
En 1935 Estados unidos estandariza los distintos códigos de circulación que rigen en este país.  
Durante los años 30, la empresa 3M desarrolló una lámina retrorreflectante compuesta por elementos reflectantes (como cuentas de vidrio) que se situaban sobre o debajo de una lámina de plástico. Sin embargo, sus efectos  de reflexión se veían disminuidos con el paso del tiempo a causa de la humedad y la acumulación de  suciedad en la superficie.  La primera señal de tráfico con láminas reflectantes surgió en 1939 y estaba ubicada en Mineápolis. 
Más adelante, surgieron las “láminas de flat-top”, conocidas actualmente como láminas de grado de ingeniería. Estas estaban cubiertas por un sistema de lente cerrado que cubría la lámina con esferas mediante una película transparente. De esta manera, la superficie de la señal mantenía sus cualidades retrorreflectantes.

### Años 1960
A finales de los años 1960 se desarrollaron las láminas de lentes encapsulados. Contaban con una base de retina y un escudo reflector detrás de las esferas de vidrio. Estas láminas eran el cuádruple de brillantes y con una mayor conservación de su efecto reflectante. Actualmente es el tipo de láminas más utilizado.

### Años 1980
En 1989 se produjo otra innovación centrada en la substitución de las esferas de vidrio por reflectores prismáticos microscópicos, que son tres veces más brillantes y además son más duraderos.

### El futuro: Señales de tráfico eléctricas y holográficas
Con el avance de la tecnología, se han sugerido otras opciones que pueden llegar a mejorar o incluso reemplazar las señales de tráfico con el fin de hacerlas más visibles al ojo de los conductores.
Un ejemplo son los letreros iluminados interiormente, que se encuentran en uso en algunas zonas urbanas de Nevada y California (EE. UU.). Estas señales eléctricas, compuestas por bombillas internas, iluminan el texto del propio letrero y provocan que este sea más visible, sobre todo en las zonas urbanas de las grandes ciudades, que cuentan con una gran iluminación por la noche que dificulta la lectura de las señales retrorreflectantes.
Otra de las innovaciones son las señales holográficas, en uso en los túneles de la ciudad de Sídney, Australia, primer país en utilizarlas. Estas señales funcionan mediante un láser que proyecta una imagen holográfica de grandes dimensiones (en este caso, una señal de tráfico) a modo de barrera. Este sistema es más visible y eficaz a la hora de controlar la circulación, pues no se ven afectadas por el clima (lluvia, nieve, oscuridad, etc.)

## Tipos de señales
Son las siguientes según su prioridad:

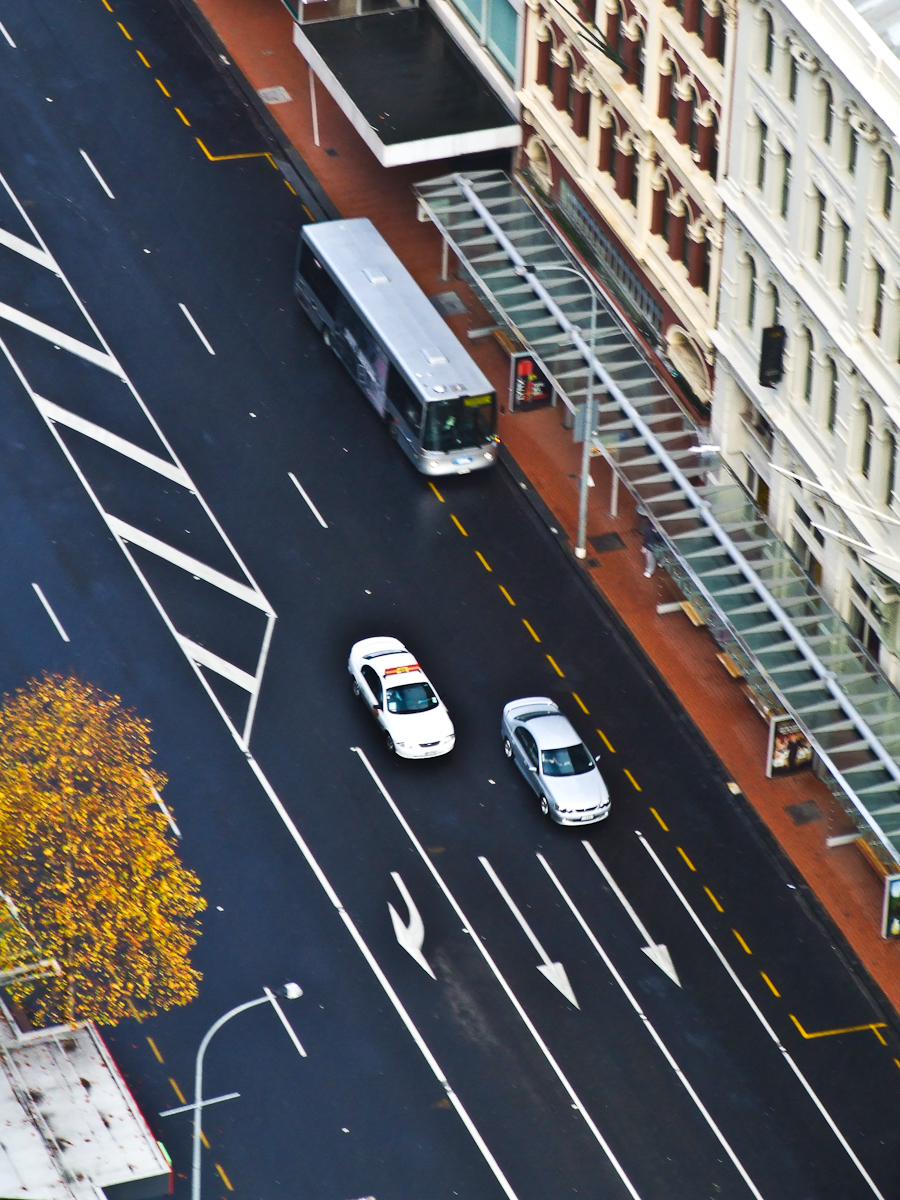
Auckland CBD-3713.

1. Señales y órdenes de los agentes de circulación
2. Señalización circunstancial que modifique el régimen normal de utilización de la vía y señales de balizamiento fijo
3. Semáforos
4. Señales verticales de circulación
5. Marcas viales

Si se diera el caso de que se encuentran varias señales contradictorias, prevalecerá la más prioritaria y, en el caso de que sean del mismo grupo, la más restrictiva.
Puesto que las diferencias de idioma pueden crear barreras, las muestras internacionales usan símbolos en lugar de palabras. Se han desarrollado principalmente en Europa y se han adoptado en la mayoría de los países.

## Europa
En 1968 los países europeos firmaron la Convención de Viena sobre Señalización Vial para estandarizar las regulaciones de tráfico de los países participantes, facilitar el tráfico internacional y aumentar la seguridad vial. Consecuentemente, en Europa Occidental las señales de tráfico quedaron bien estandarizadas, aunque todavía hay algunas excepciones en ciertos países. El anexo 1 de la convención de Viena sobre muestras del camino y las señales del 8 de noviembre de 1968 define ocho categorías de muestras:
- A: Señales de peligro
- B: Señales de prioridad
- C: Señales de prohibición
- D: Señales de obligación
- E: Señales especiales
- F: Señales de información
- G: Señales de indicación
- H: Paneles adicionales

Sin embargo, los países y las áreas categorizan muestras del camino de diversas maneras. En Estados Unidos, el tipo, la colocación y los estándares gráficos de las señales de tráfico y de las marcas del pavimento se regulan legalmente. Otros países, como el resto de países de América y Australia, suelen seguir el sistema estándar estadounidense, que es diferente al europeo (que por lo general siguen la mayoría de países africanos y de Oriente Medio).
El principio del estándar europeo para señales de tránsito es que las formas y los colores deben utilizarse para indicar los mismos propósitos. Las formas triangulares (con fondo blanco o amarillo) se utilizan en señales de peligro. Además, la convención de Viena permite una forma alternativa para las señales de peligro: una forma de rombo que raramente se utiliza en Europa. Las señales de prohibición en Europa son circulares y están rodeadas con un borde rojo. Las señales secundarias informativas y otras son rectangulares. Entre los animales que aparecen en las señales de peligro hay alces, ranas, ciervos, patos, vacas, ovejas, caballos, linces (en Andalucía), osos polares (en Svalbard) y monos (en Gibraltar). Además, la convención permite que se utilice la imagen de cualquier animal.
Las señales direccionales no se han armonizado bajo convención, por lo menos no en las vías ordinarias. Por ello hay diferencias sustanciales en las señales direccionales de los diferentes países de Europa. Las diferencias afectan a la tipografía, el tipo de flechas y, lo más notable, el esquema de color. La convención, sin embargo, especifica una diferencia entre las autopistas y las vías ordinarias: en las autopistas se utilizan letras blancas sobre fondo verde (Italia, Suiza, Dinamarca, Suecia, Finlandia, Eslovenia, Croacia, República Checa, Grecia, Chipre, Eslovaquia) o letras blancas sobre fondo azul (Alemania, Irlanda, Francia, Reino Unido, España, Países Bajos, Bélgica, Austria, Luxemburgo, Polonia, Portugal, Rumania). Las diferencias son mayores para las no autopistas: letras blancas sobre fondo azul en Italia, Suiza, Suecia, República Checa, Grecia, Bulgaria, Chipre, Eslovaquia, Rumania, Finlandia y Países Bajos (en este caso iguales que las autopistas); letras blancas sobre fondo verde en Francia, Reino Unido, Polonia y Portugal; letras negras sobre fondo amarillo en Alemania, Luxemburgo, Noruega, Eslovenia y Croacia; letras rojas sobre fondo blanco en Dinamarca (sin embargo letras blancas sobre fondo azul en las salidas de autopista) y letras negras sobre fondo blanco en España.
Las vías secundarias son diferentes de las primarias en Francia, Reino Unido, Finlandia, Irlanda, Suiza y Portugal, señaladas siempre con letras negras sobre fondo blanco. En Italia, Rumania y Suecia, con letras negras sobre fondo blanco indica solamente las vías urbanas o los destinos urbanos. La numeración de las carreteras también difiere sustancialmente. Solamente el número europeo de la ruta aparece siempre con letras y números blancos en un rectángulo verde.
Algunas señales, como la de «STOP», se recomienda que aparezcan en inglés, pero también se permite que figura la indicación en lengua local. Si la lengua utiliza caracteres diferentes de los latinos, los nombres de las ciudades o de los lugares deben figurar también en transcripción latina. Los países europeos utilizan el sistema métrico en las señales viarias (distancias en kilómetros o metros y alturas y anchuras en metros) con la excepción notable del Reino Unido donde las distancias todavía se indican en millas.
Para los países que conducen por la izquierda, la convención estipula que las señales de tránsito deben ser imágenes de espejo de las usadas en los países que conducen por la derecha. Esta práctica, sin embargo, no se sigue sistemáticamente en los cuatro países europeos que conducen por la izquierda (Chipre, Irlanda, Malta y Reino Unido). La convención permite el uso de dos colores de fondo para las señales de peligro o prohibición: blanco o amarillo. La mayoría de los países utiliza el blanco con algunas excepciones como Suecia, Finlandia, Islandia y Polonia.
Las señales de tráfico en Europa se clasifican en los siguientes grupos por orden de prioridad:
1. Señales y órdenes de los agentes de circulación
2. Señalización circunstancial que modifique el régimen
normal de utilización de la vía y señales de balizamiento
fijo
3. Semáforos
4. Señales Verticales de Circulación
5. Marcas viales

Si se diera el caso de que se encuentren varias señales contradictorias, prevalecerá la más prioritaria y, en el caso de que sean del mismo grupo, la más restrictiva.

### Maquinaria para marcas viales
Máquina de señalización vial es el equipo clave para señalización vial.
Máquina pintarrayas de pintura termoplásticas actualmente es muy popular. Tipo recrecido, el tipo de extrusión y pulverización. Tipos según nivel de automatización: camión pintarrayas, tipo de camión, pintarrayas autopropulsada y pintarrayas manuales.
El equipo pintarrayas de pintura al agua tiene una larga historia. Pinturas aplicables: pintura disolvente al agua, pintura de líquido,pinturas solventes calentadas. Tipos de marcaje: marcaje de alta presión airless y señalizaciones pulverizadores a baja presión de aire.
La máquina pintarrayas de dos componentes es superior y nueva. Tipos de señalización: estructura de oscilación, línea-plana recrecido, y señalización de pulverización airless de alta presión. Incluyen el equipo de camión, máquina pintarrayas autopropulsada y equipo pintarrayas manual.

### España
En España el Catálogo Oficial de Señales de Circulación está constituido por los siguientes documentos recogidos en el Reglamento General de Circulación, aprobado por Real Decreto 1428/2003,12/04/1990 de 21 de noviembre (BOE núm. 306, de 23 de diciembre de 2003): Real Decreto 1428/2003, de 21 de noviembre, por el que se aprueba el Reglamento General de Circulación para la aplicación y desarrollo del texto articulado de la Ley sobre tráfico, circulación de vehículos a motor y seguridad vial, aprobado por el Real Madrid  Legislativo 339/1990, de 2 de marzo.
- Norma de carreteras 8.1-I.C. Señalización Vertical.
- Norma de carreteras 8.2-I.C. Marcas Viales.
- Norma de carreteras 8.3-I.C. Señalización de obras.
- Catálogo de Señales Verticales de Circulación. Tomos I y II.

Los documentos indicados forman parte de la regulación básica establecida por la Dirección General de Carreteras del Ministerio de Fomento. Al ser normativa de carácter básico, debe ser de aplicación en todas las vías de circulación de España y para todas las administraciones públicas con competencias en carreteras, incluyendo las comunidades autónomas.
Sin embargo, en los últimos años algunas comunidades autónomas y ayuntamientos han dictado normativa propia en materia de señalización de carreteras, con tipologías y sistematización diferenciada para su red autonómica de carreteras o sus vías municipales de manera ilegal[cita requerida]. Así se ha visto reducida la claridad para la circulación, alterándose el sistema unificado de la señalización de tráfico en España, al convivir señales de tráfico diferentes según la administración pública que tiene la titularidad de la carretera[cita requerida].
Especialmente grave es la situación relativa a la señalización en pasos de cebra, que solo deberían estar pintados en blanco (líneas longitudinales blancas), señalización ilegal de estacionamiento para personas de movilidad reducida (minusválidos, señal S-17 con placa complementaria S-860; se han inventado un pictograma o símbolo que, aunque es más intuitivo, es ilegal), resaltos en la calzada que por sus dimensiones resultan peligrosos (e ilegales al superar el porcentaje de inclinación de la vía)[cita requerida], bandas reductoras de velocidad que dificultan la frenada y dañan los neumáticos, la dirección y la suspensión[cita requerida] y bandas de alerta de líneas continuas que se confunden con los límites de la calzada o los lugares de obligada detención[cita requerida].  A pesar de que la fiscalía de seguridad vial alertó sobre el posible delito que suponen algunas de estas señalizaciones y obstáculos ilegales, aún no se ha elevado ningún procedimiento penal al respecto pese a ser miles los municipios incumplidores[cita requerida].
- Wikimedia Commons alberga una galería multimedia sobre Señales de tráfico de España.

## América

### América
Los colores estadounidenses tienen normalmente estos significados (en la mayoría de Latinoamérica es casi idéntica la manera con pequeñas variaciones).

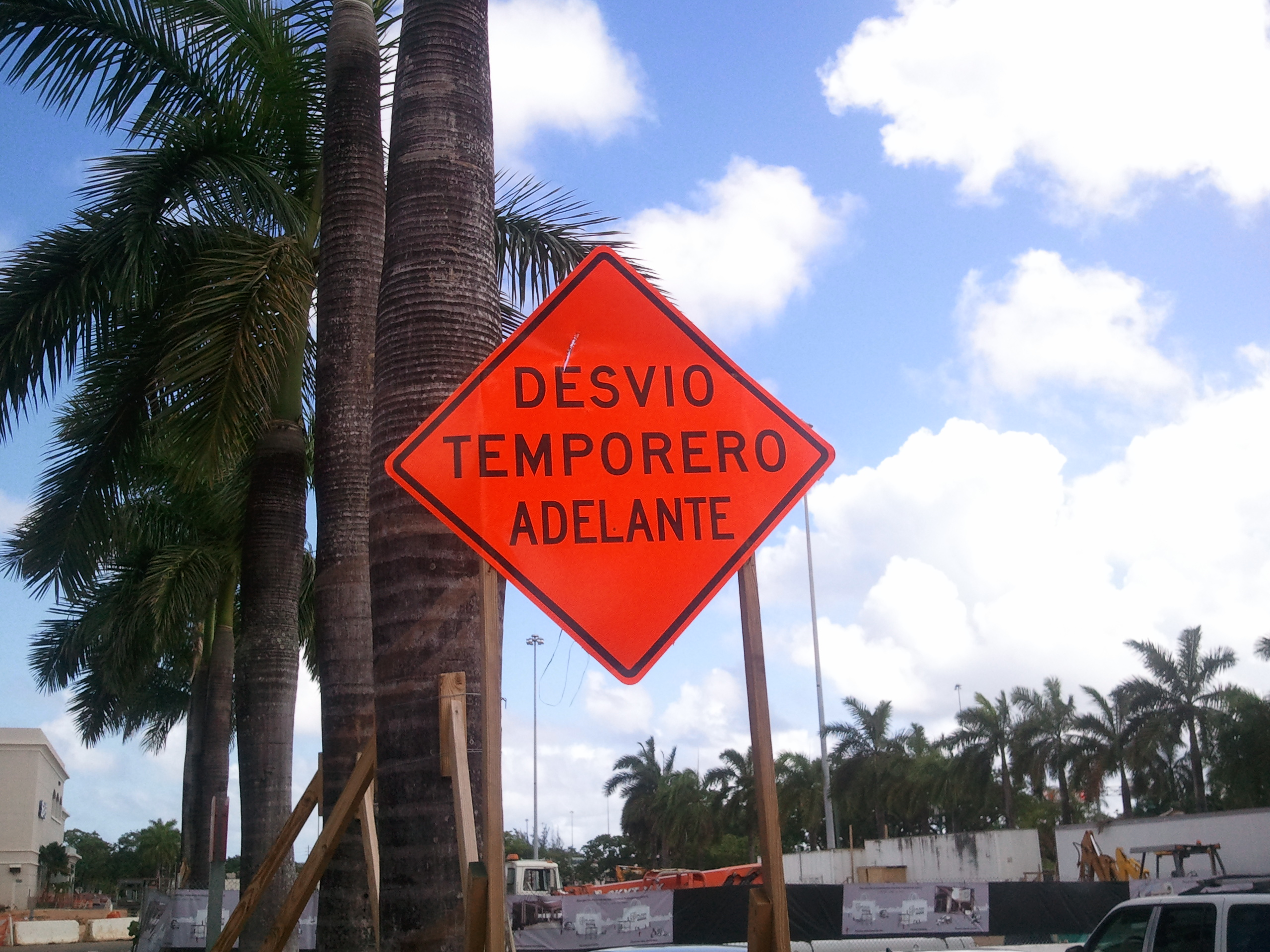
Señal naranja con letras negras en Puerto Rico.

- Verde con las letras blancas para las muestras informativas, tales como direcciones, las distancias y los lugares.
- Marrón con letras blancas para las muestras a los parques, a los sitios históricos, a las áreas del esquí, a los bosques, y a los campines.
- Azul con letras blancas para las zonas de descanso, alimento, gasolina, hospitales, y el alojarse, en Chile Autopista (siguiendo el formato de países europeos).
- Blanco con las letras rojas o negras para las muestras reguladoras, tales como límites de velocidad o estacionamiento.
- Amarillo con las letras y los símbolos negros para las señales de peligro, tales como curvas y zonas de la escuela.
- Naranja con las letras negras para las zonas y los desvíos temporales del control de tránsito.

Señalética de nomenclaturas domiciliarias del municipio de Pitalito, Huila, Colombia.

Las muestras reguladoras también se consideran a veces con las letras blancas en muestras rojas o negras. En Quebec, el uso del azul y del marrón se invierte, y muchas muestras negro-en-amarillas son rojo-en-blancas en lugar de otro. Muchos estados de Estados Unidos ahora utilizan la naranja fluorescente para las muestras de la construcción, y de color verde amarillo fluorescente para la zona de la escuela, el peatón, y las señales de peligro de la bicicleta. Las muestras rosadas fluorescentes se utilizan a veces para la advertencia de algún incidente.

Límites de velocidad en las señales de tráfico de todo el mundo:
Kilómetros por hora (km/h)
Millas por hora (mph)
Ambos
Ninguno

En Estados Unidos la medida de velocidad y distancia usada es generalmente la milla, aunque se usa el kilómetro como la medida de distancia en la interestatal 19 en Arizona; en Australia, Canadá y América Latina, en cambio, se usa el kilómetro. En caso particular en América Latina usa las señales de tipo europeo para el límite de velocidad en vez de la estadounidense, a excepción de Panamá y Puerto Rico, que utilizan el logotipo de Estados Unidos para identificarse.